# Madanapura, Sakleshpur
Madanapura là một làng thuộc tehsil Sakleshpur, huyện Hassan, bang Karnataka, Ấn Độ.